# Liste entwidmeter Kirchen in der Evangelischen Kirche in Mitteldeutschland

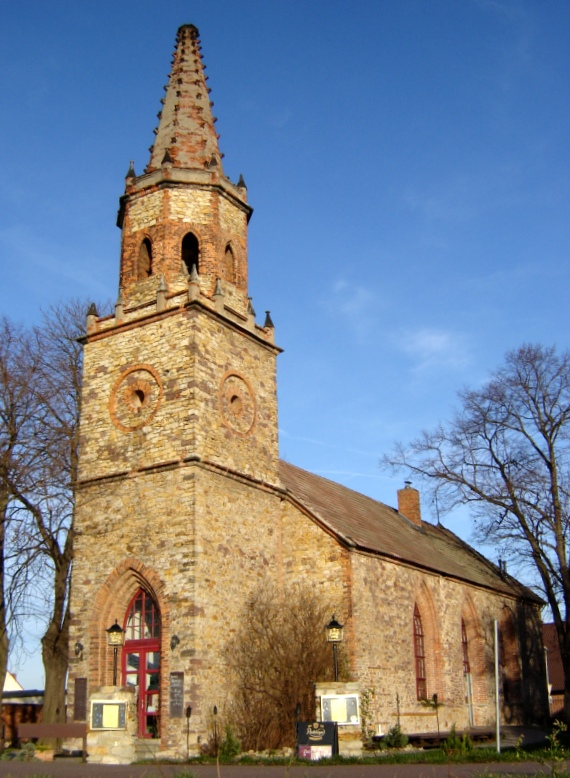
Restaurant „Die Kirche“ in Magdeburg-Prester

Die Liste entwidmeter Kirchen in der Evangelischen Kirche in Mitteldeutschland führt Kirchengebäude der Evangelischen Kirche in Mitteldeutschland (EKM) und ihrer Vorgängerkirchen auf, die geschlossen, entwidmet oder umgewidmet wurden. Die meisten davon wurden oder werden verkauft, umgebaut oder abgerissen.

## Angaben zur Einordnung und zum Vergleich
Die EKM hat im Jahr 2021 auf ihrem Territorium 3.890 Kirchen, davon 1.887 in Thüringen. 99 Prozent sind denkmalgeschützt. Für jedes zweite Gotteshaus besteht Sanierungsbedarf an Dächern, Fassaden und Türmen. Für 5 Prozent wurden Hausschwamm und/oder dringender Handlungsbedarf angezeigt. Der Anteil einsturzgefährdeter, baupolizeilich gesperrter und damit unbenutzbarer Kirchen in der EKM liegt nach eigenen Angaben unter einem Prozent (also < 39).
2021 gab der Pressesprecher der EKM, Ralf-Uwe Beck, bekannt: „20 % aller Kirchen und Kapellen in Deutschland befinden sich auf unserem Gebiet, aber nur 3,5 % der Mitglieder. Im Durchschnitt gibt es in Deutschland 1.190 Kirchenmitglieder für eine Kirche. Bei uns sind es 190 Kirchenmitglieder pro Kirche. Damit wird klar, vor welcher Aufgabe wir stehen.“

## Liste
- Abberode, St.-Stephani-Kirche: Das 1769 errichtete Kirchenschiff stürzte in den 1980er Jahren ein und wurde nicht wieder aufgebaut.
- Aken (Elbe), St.-Marien-Kirche: Die 1983 wegen Dachschäden und Schwammbefall baupolizeilich gesperrte Kirche wurde 1992 von der Stadt Aken übernommen und wird seit der Wiederherstellung als Konzerthalle genutzt.
- Bad Frankenhausen, Oberkirche: 1962 entwidmet[4]
- Benndorf, romanische Kirche: 1955 wegen Braunkohletagebaues abgerissen[5]
- Bernburg-Waldau, Neue Stephanuskirche: 1890–1893 erbaut, 1970 letzter Gottesdienst, seitdem Verfall und Notsicherung
- Billroda, St.-Martin-Kirche: in der DDR verfallen, 1988 abgerissen
- Bitterfeld, Bauermeister-Gedächtniskirche: 1905–07 erbaut, 2020 entwidmet, an privat verkauft
- Büden, St. Mauritius: romanische Kirche (13. Jh.), letzte Konfirmation 1968
- Dedeleben, St.-Johannis-Kirche: 1952 letzter Gottesdienst, 1972 aufgegeben, heute Ruine[6]
- Dittichenrode, St.-Marien-und-Anna-Kirche: im 15. Jahrhundert erbaut, 1968 wegen Baufälligkeit entwidmet, 2008 nach Wiederaufbau neu eingeweiht[7]
- Eisenach
  - Dom St. Marien: Um 1300 errichtet, nach der Reformation verfallen und im 17. Jahrhundert abgebrochen
  - Kreuzkirche: 1697 errichtet, bis 1867 als evangelisch-lutherische Kirche genutzt, später profaniert, Nachnutzung als Archiv der Evangelisch-Lutherischen Kirche in Thüringen
- Frohse, St.-Laurentii-Kirche: 1979 entwidmet, danach als Bauhof genutzt, 2014 abgetrennter Altarraum wieder als Gotteshaus eingeweiht[8]
- Gardelegen, Nikolaikirche: 1945 weitgehend zerstört, 1977 entwidmet, Nachnutzung für kulturelle Veranstaltungen
- Geiselröhlitz, romanische Kirche: nach Kriegszerstörung 1950 wieder aufgebaut, 1964 wegen Braunkohletagebaues abgerissen
- Gera, Stadtteil Pforten, St. Michael: 1939 erbaut, 1945 erneut geweiht, entwidmet am 16. Juli 2023.
- Greiz, Kirche Aubachtal: entwidmet im Juni 2021[9]
- Groß Börnecke, St.-Clemens-Kirche: Spätromanischer Turm, 1791–94 Kirchenschiff erbaut, kirchliche Nutzung beendet, Nachnutzung für kulturelle Zwecke
- Halle (Saale)
  - St.-Stephanus-Kirche: 1891–93 erbaut, nach dem Zweiten Weltkrieg profaniert, von 1968 bis 2014 als Bibliotheksmagazin genutzt[10], das Land Sachsen-Anhalt hat im September 2022 eine Auktion zum Verkauf der Kirche gestartet
  - Ulrichskirche: ab Mitte des 14. Jahrhunderts errichtet, bis 1971 kirchlich genutzt, seit 1976 als Konzerthalle genutzt
- Hettstedt
  - Stadtteil Kupferberg, St.-Gangolf-Kirche: 1972 von der Kirchengemeinde aufgegeben, entwidmet, heute für kulturelle Veranstaltungen genutzt[11]
  - Stadtteil Molmeck, Heilandskirche: von 1897 bis 1899 erbaut, nicht mehr genutzt, Abriss 2003 genehmigt[12], aber bislang (Stand Januar 2024) nicht umgesetzt
- Kahla, St.-Nikolaus-Kapelle: um 1490 erbaut, 1986 an katholische Kirchengemeinde verkauft[13]
- Kaltenmark, Dorfkirche: errichtet im 12. Jahrhundert, 1983 an eine Kunstschmiede verkauft
- Kleinkayna, Kirche: in den 1960er Jahren wegen Braunkohletagebaus abgerissen[14]
- Kleinkorbetha, Dorfkirche: 1855 erbaut, Nutzung aufgegeben, leerstehend[15][16]
- Klepzig, St.-Pankratius-Kirche: in der DDR aufgegeben, seit 1995 Wiederaufbau[17]
- Kreuma, Kirche: 1989 Kirchenschiff eingestürzt, nicht wieder aufgebaut, Kirchturm erhalten[18]
- Langenstein, St.-Nikolai-Kirche: 1888 erbaut, 1977 auf Weisung der DDR-Behörden gesprengt
- Lauchhammer-Ost
  - Friedensgedächtniskirche: 1916/17 als Werkskirche für das Eisenwerk Lauchhammer erbaut, bis 1996 durch die evangelische Kirchgemeinde Lauchhammer-Ost genutzt, heute dient es kulturellen Veranstaltungen.[19]
  - Gemeindehaus: 1954 in einer Baracke eingerichtet, nach der Entwidmung der Friedensgedächtniskirche bis zum 12. Januar 2025 für evangelische Gottesdienste genutzt, soll verkauft werden.[20]
- Lutherstadt Wittenberg, Augusteum: 2012 entwidmet[21]
- Magdeburg
  - Heilig-Geist-Kirche: 30. März 1959 letzter Gottesdienst, Ende Mai 1959 gesprengt
  - Liebfrauenkirche: 1977 profaniert, danach bis 2020 als Konzerthalle genutzt, seit 2022 Nutzung durch Kunstmuseum Kloster Unser Lieben Frauen Magdeburg
  - St.-Johannis-Kirche: 1961 teilweise von der Baupolizei gesperrt, 1968 von der Kirche an die Stadt verschenkt, heute als Festsaal und Konzerthalle der Stadt genutzt
- Merseburg
  - Christuskirche: 1961 eingeweiht, letzter Gottesdienst am 31. Dezember 2013[22], verkauft und zu Wohnhaus umgebaut[23]
  - Stadtteil Freiimfelde: Kreuzkapelle, 1932 erbaut, 1954 um Turm erweitert, am 4. Januar 2025 entwidmet.[24][25]
- Möckerling, Kirche: in den 1960er Jahren wegen Braunkohletagebaus abgerissen[26]
- Mücheln, St. Marien: die 1780 errichtete barocke Dorfkirche verfiel im 20. Jahrhundert und wurde von 2002 bis 2012 zu einer Galerie mit Café umgebaut.[27]
- Mühlhausen
  - Allerheiligenkirche: heute als Museumsgalerie genutzt[28]
  - St.-Crucis-Kirche (Kornmarktkirche): 1802 profaniert, heute als Museum genutzt[29]
  - Jakobikirche: 1832 profaniert, heute als Stadtbibliothek genutzt
  - St.-Kiliani-Kirche: 1250 erstmals schriftlich erwähnt, in den 1960er Jahren profaniert, zeitweise als Lager einer Autowerkstatt genutzt, 2002 von einer Bürgerstiftung gekauft, heute Spielstätte eines Theaters
  - Marienkirche: 1975 säkularisiert, seitdem als Museum genutzt[30]
- Naumburg (Saale), Othmarskirche, 1970er Bibliothek und Archiv der Evangelischen Kirche.
- Naundorf, Kirche: 1956 wegen Braunkohletagebaues abgerissen[31]
- Neubiendorf, Kirche: Die 1928/29 erbaute Kirche wurde 1976 entwidmet, das seit 1995 leerstehende Gebäude verfällt und wurde zum Verkauf angeboten.[32][33]
- Neustadt am Rennsteig, Gedächtniskirche: 1887 eingeweiht, 2005 entwidmet, 2016 abgerissen
- Niedergörne, Kirche: im 12. Jahrhundert erbaut, am 17. August 1975 letzter Gottesdienst, im Januar 1976 für den Bau des Kernkraftwerks Stendal gesprengt und abgerissen[34][35]
- Niemegk, Kirche: um 1978 wegen Braunkohletagebaus abgerissen
- Nottleben, Kirche: in der DDR-Zeit Kirchenschiff zur Ruine verfallen, 1985/86 Dach abgetragen, Turm ist erhalten, Wiederaufbau des Schiffes im Gang[36]
- Oebisfelde, Nicolaikirche: 1896 erbaut, bis 1977 kirchlich genutzt, heute für kulturelle Veranstaltungen genutzt
- Polleben, St.-Stephanus-Kirche: 1899–1901 erbaut, 1972 behördlich geschlossen, seit 1994 durch Förderverein in Renovierung[37]
- Prester, Immanuelkirche: 1832 errichtet, bis 1983 kirchlich genutzt, heute als Restaurant „Die Kirche“ genutzt[38]
- Quetz, Kirche: auf das 12. Jahrhundert zurückgehend, bis 1968 genutzt, 1988 gesprengt, Altarbereich als Ruine erhalten
- Reinhardsbrunn, Johanneskirche: 2001 erbaut, am 24. Juni 2001 (Johannistag) geweiht, 2010 an privat verkauft, im Juni 2020 letzter Gottesdienst und Profanierung, zur Ferienwohnung umgebaut[39]
- Salzwedel, Mönchskirche: Klosterkirche des ehemaligen Franziskanerklosters, bis 1964 von der protestantischen Kirche genutzt, von 1984 bis 1986 zur Konzerthalle umgebaut.
- Stöbnitz, Kirche: an privat verkauft[40]
- Torgau
  - Alltagskirche: Klosterkirche des ehemaligen Franziskanerklosters, jetzt als Aula genutzt
  - Nikolaikirche: heute im Innenhof des Rathauses, Chor abgebrochen
- Wehlitz, Gemeindehaus: 1911 gestiftet, 2021 entwidmet; Eigentum der Franz-Herrfurth-Stiftung, 2022 Verkauf im Erbbaurecht[41]
- Welle, Gutskirche: im 12. Jahrhundert erbaut, in der DDR Nutzung als Kirche aufgegeben, Anfang des 21. Jahrhunderts an privat verkauft
- Wernigerode
  - Liebfrauenkirche: 1756 und 1762 nach Zerstörung neu errichtet, 2018 verkauft und am 3. Februar 2019 entwidmet. Seit 2022 als Konzerthaus genutzt.[42]
  - Stadtteil Hasserode, Konkordienkirche: 1847 erbaut, seit 1937 als Kindergarten genutzt
- Zeitz, St.-Nicolai-Kirche: 1891 eingeweiht, in den 1950er Jahren noch genutzt,[43] heute Ruine
- Zorbau, Kirche: zwischen 1965 und 1975 wegen Braunkohletagebaus abgerissen[44]